# 大公报 (湖南)
《大公报》是民国时期湖南省的一份报纸。是民国时期湖南历史最长的日报。1912年4月《湖南公报》创刊，1913年10月汤芗铭主湘后，成为拥护袁世凯的进步党的党报，并要求报社成员入党，引发报社贝允昕、任凯南、龙兼公、张平子等多数人员辞职，于1915年8月13日筹备《大公报》。1915年9月1日创刊。1947年12月31日终刊，中间因战争或处罚等原因停刊，实际出版的时间约26年。

## 创立背景

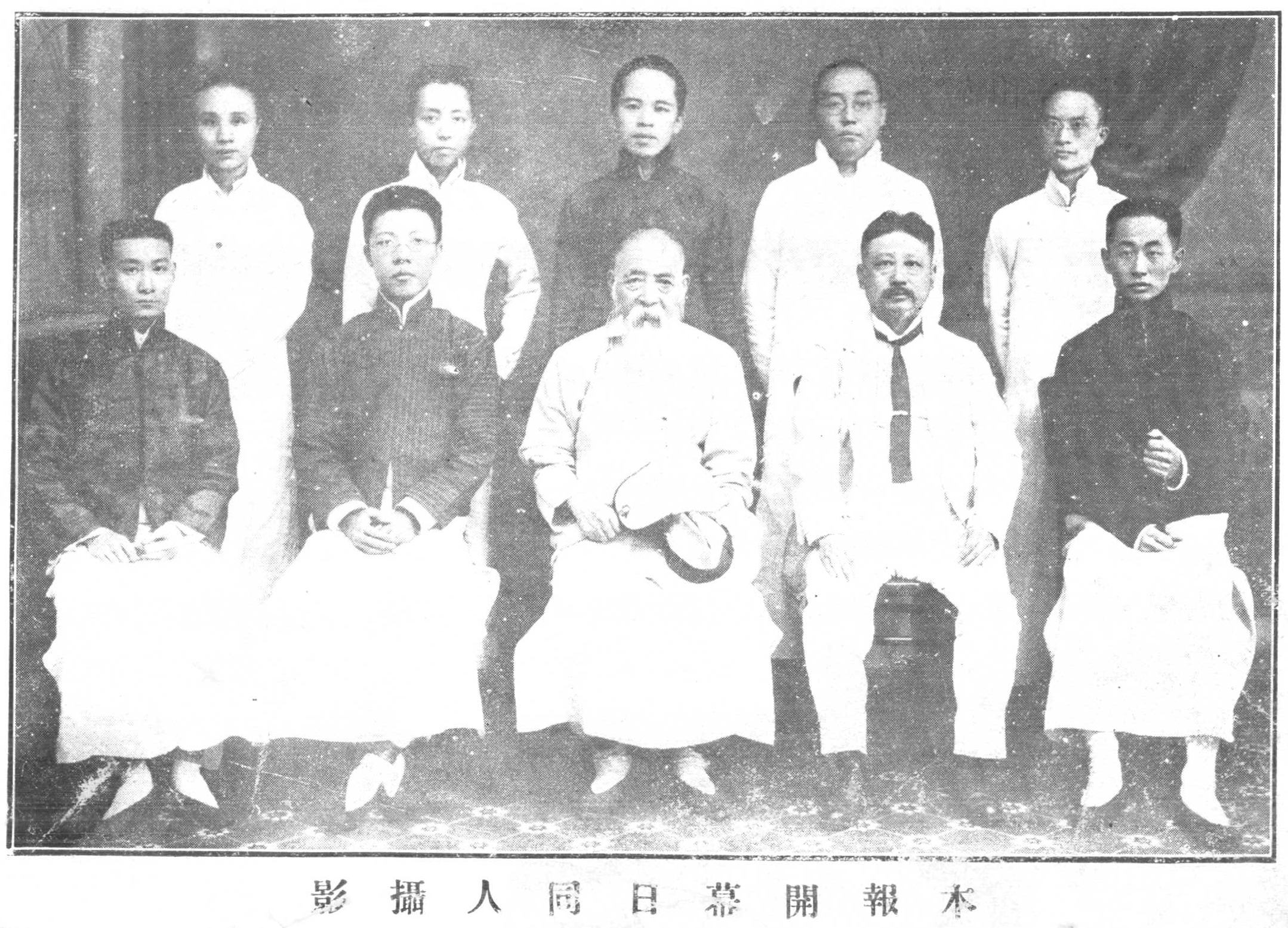
湖南《大公报》创刊合影

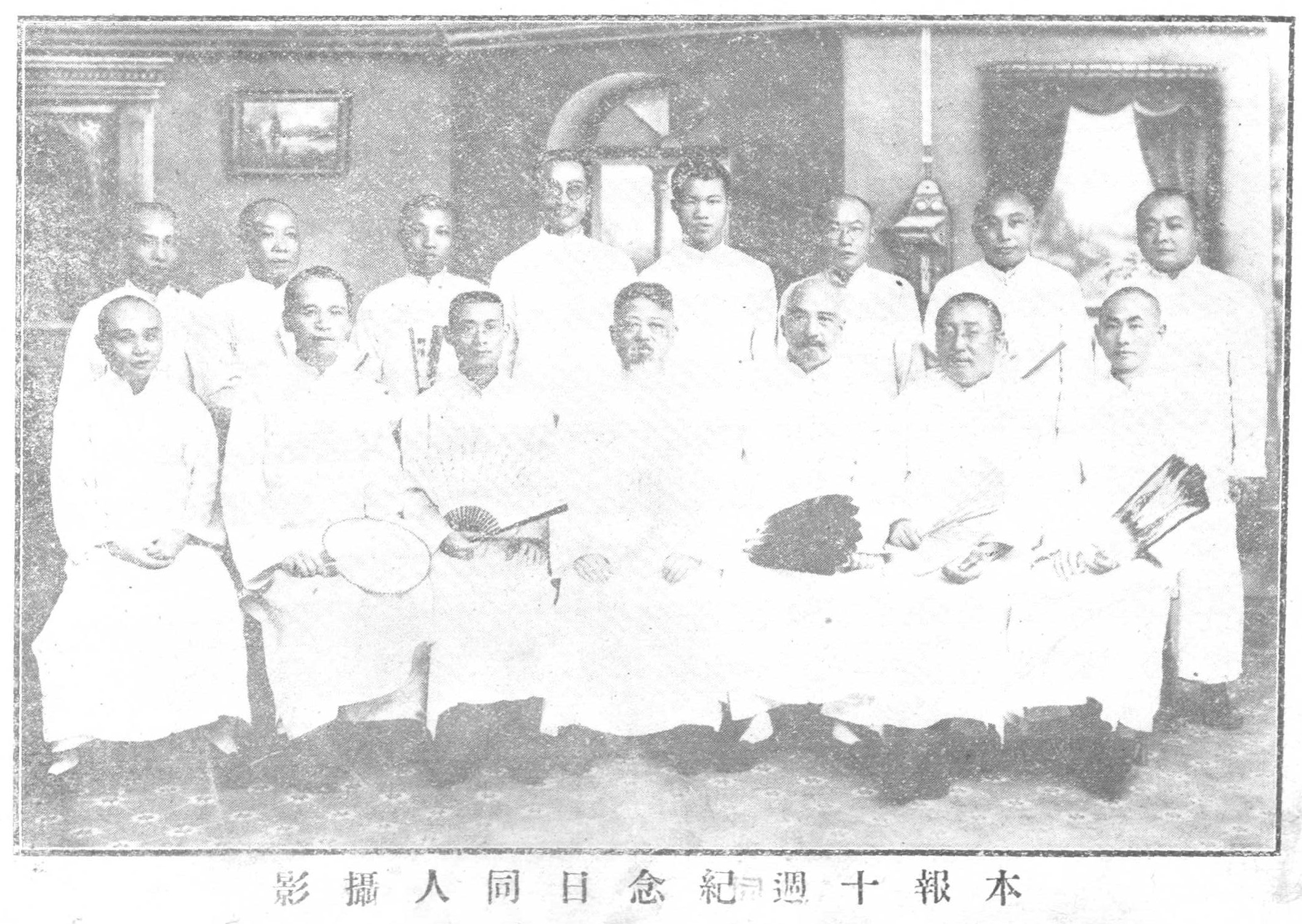
湖南《大公报》十周年纪念合影

《大公报》的创立与《湖南公报》有着直接的联系。《湖南公报》于1912年4月成立，在民国初年的政治环境中，虽然最初倾向于共和党，但其立场相对公正。1913年10月，随着汤芗铭主政湖南，共和党已并入新成立的进步党，进步党则由共和党、统一党、民主党联合组成。进步党成立之初，持有拥袁立场。
汤芗铭主政后，《湖南公报》转变为进步党的党报，并要求报社工作人员加入进步党。这一要求导致贝允昕、任凯南、龙兼公、张平子等多数人员辞职，以示反对。这批人离开《湖南公报》后，决定另行创办一份新报纸。他们选择的新报纸名为《大公报》，理由是他们本身就是《湖南公报》的成员，现在希望能够更加发展和扩大，因此在“公报”之上加了一个“大”字，以示其发展之意。
1915年8月，袁世凯的宪法顾问古德诺发表《共和与君主论》一文，认为君主制较共和制「更符合中国人民的历史习惯」。同月，杨度、孙毓筠、严复、刘师培、李燮和、胡瑛等六人组成“籌安會”，为帝制「摇旗呐喊」，各省拥袁势力请求恢复帝制。筹安会湖南分会成立于8月下旬，是全国最早成立的筹安会分会，由汤芗铭指使，推定叶德辉为会长，符定一为副会长。然而，民主思潮成为历史主流，全国各地兴起反帝制浪潮。

## 发展历程

### 反对复辟
1915年8月23日，《大公报》开馆员会议，刘蔚庐任总理，贝允昕任协理。报纸创刊之初，蔡锷自北京寄来五百元表示祝贺。《大公报》于1915年9月1日正式创刊，社长刘人熙撰发刊词，提出办报旨趣有三条，第一条是「反对帝制，维护共和」。1915年12月12日，袁世凯发布文告接受帝位之前，围绕国体问题展开论说。自1915年12月12日袁世凯接受帝位至1916年3月22日撤销帝制令期间，讨论司法制度，以期用法律约束帝王权力。1916年3月22日发布撤销帝制令之后至袁世凯去世的期间，围绕惩办帝制祸首、逼袁退位、各省独立、南北议和等主题展开讨论。直到1916年7月汤芗铭被逐离湘，《大公报》虽遭几次停刊处分，但依然幸存。

### 五四运动
1919年5月5日，《大公报》刊登了关于五四运动的报道，该报道基本是现场报道，由特派员撰写。五四运动起因于中国在巴黎和会上未能收回德国在山东青岛的权益；北京多校学生原计划于5月7日集会天安门示威，但由于形势紧张，北京大学学生提前至5月4日举行集会。《大公报》报道详细描述了集会场景、学生行动，以及对章宗祥的愤怒。五四运动中，《大公报》以敢言著称，成为湖南销量最大的报纸。

### 湖南自治
毛泽东曾在《大公报》上发表过多篇文章。1920年9月3日，他發表湖南建设问题的根本问题——湖南共和国一文，主張中國「分裂為二十七國」：
|  | 中國呢？也醒覺了（除開政客官僚軍閥）。九年假共和大戰亂的經驗，迫人不得不醒覺，知道全國的總建設在一個期內完全無望。最好辦法，是索性不謀總建設，索性分裂，去謀各省的分建設，實行「各省人民自決主義」。二十二行省三特區兩藩地，合共二十七個地方，最好分為二十七國。 |

該文章登出後，在長沙城內乃至全省都鬧得沸沸揚揚，激發了湖南士紳學子對谭延闿「湘人治湘」政策的強烈剖析和批駁。隨後，譚延闓就匆忙在9月13日召集「自治會議」，決定由湖南省政府和省議會各推舉若干人組成「湖南自治會」，草擬「省憲法」，再召開制憲會議。

### 停刊
1947年10月7日长沙《大公报》董事会以财政无法维持，决定《大公报》停刊。1947年11月1日，因为“纸价、工资飞涨”、“尊奉节约运动起见”，长沙《大公报》改为半张。1947年12月31日，湖南《大公报》正式停刊。